# E pluribus unum
E pluribus unum est la devise en latin qui apparaît sur le Grand sceau des États-Unis. Ce sceau est utilisé comme emblème de facto des États-Unis, apparaissant notamment sur les documents officiels comme les passeports. Il apparaît également sur les sceaux du président, du vice-président, du Congrès et de la Cour suprême (qui sont très proches du Grand sceau). On la retrouve aussi sur la monnaie du pays, et sur la fresque de l'apothéose de George Washington au plafond de la rotonde du Capitole.
E pluribus unum, littéralement « un seul à partir de plusieurs » ou, dans une traduction plus directe, « De plusieurs, un » (corrélation avec la devise L'union fait la force). Cette devise réfère à l'intégration des Treize Colonies en une fédération unifiée. Le fait que l'expression E pluribus unum comporte treize lettres rend son utilisation symbolique des Treize Colonies originelles qui se sont rebellées contre la domination de la Grande-Bretagne et sont devenues les treize premiers États de l'Union, représentés aujourd'hui par les treize bandes du drapeau américain.

La devise E Pluribus Unum figure sur le Grand sceau des États-Unis.

La devise a été choisie par le premier Great Seal committee en 1776 et le sceau adopté avec cette devise (deux autres devises, se trouvent sur le revers du sceau (la face non visible)  Annuit cœptis « Il approuve cette entreprise » et Novus Ordo Seclorum « Nouvel ordre des siècles » en latin), par un acte du Congrès américain de 1782. C'est le peintre Pierre-Eugène Ducimetière qui a initialement suggéré E pluribus unum.
Cette devise fut considérée comme la devise des États-Unis jusqu'en 1956 quand le Congrès des États-Unis passa une loi (H.J. Resolution 396) adoptant In God We Trust (« En Dieu nous croyons ») comme devise officielle. Elle continua néanmoins de figurer sur les pièces des États-Unis.
Une devise similaire – In varietate concordia (« Unité dans la diversité ») – a été adoptée par l'Union européenne en 2000.
E Pluribus Unum est aussi la devise du club portugais du  Benfica Lisbonne.

## Origine de la phrase
La phrase tire son origine de Moretum, un poème attribué à Virgile mais dont le véritable auteur reste à ce jour inconnu. Le poème décrit la fabrication par un paysan d'un aliment à base de fromage, d'ail et d'herbes. Dans le texte, « color est e pluribus unus » décrit la multitude de couleurs en une seule.
Elle se retrouve également dans Les Confessions de Saint Augustin (de 397 à 398) Livre IV, décrivant l'amitié.
Cette devise a été très connue dans la littérature américaine du XVIIIe siècle. Elle apparaît dans le magazine Gentleman's Magazine, publié mensuellement à Brixton, Londres, depuis 1731. La légende E pluribus unum a aussi été utilisée dans le titre des pages des volumes annuels qui contenaient une collection de l'année de douze éditions du magazine.

## Sources et références
1. ↑  Bruce E. Beans, Eagle's Plume: The Struggle to Preserve the Life and Haunts of America's Bald Eagle, University of Nebraska Press, 1997 (ISBN 9780803261426, lire en ligne), p. 58
2. ↑  (en) http://www.greatseal.com/committees/finaldesign/index.html
3. ↑  (en) « Text - H.J.Res.396 - 84th Congress (1955-1956): Joint resolution to establish a national motto of the United States », sur https://www.congress.gov/ (consulté le 22 septembre 2024).